# 명탐정 등장
《명탐정 등장》(영어: The Seven-Per-Cent Solution)은 미국에서 제작된 1976년 미스터리 영화이다. 허버트 로스가 연출과 제작을 맡고, 니콜 윌리엄슨, 로버트 듀발, 앨런 아킨 등이 출연하였다.

## 출연진
- 니콜 윌리엄슨
- 로버트 듀발
- 앨런 아킨
- 조지아 브라운
- 로런스 올리비에
- 찰스 그레이
- 서맨사 에거
- 버네사 레드그레이브
- 조엘 그레이
- 제러미 켐프
- 질 타운젠드
- 애나 퀘일
- 존 버드
- 앨리슨 레것

## 기타 제작진
- 협력 제작: 스탠리 오툴
- 배역: 로즈 터바이어스 쇼
- 미술: 켄 애덤
- 의상: 앨런 배럿
- 헤어: 콜린 제이미슨, 재닛 제이미슨
- 제작 관리: 마이클 게스트